# Bisztra
Bisztra (románul: Bistra) település, Romániában, Fehér megyében, az azonos nevű község központja.

## Fekvése
A megye északi részén, Gyulafehérvártól 85 km-re, Topánfalvától 5 km-re fekszik, az Aranyos folyó felső völgyében, az Erdélyi-érchegység északi vonulatai között elhelyezkedő völgyben.

## Története
A falu a Mócvidék területén helyezkedik el. 1437-ben említik először a források, kenezius de Byzere néven (kenézségi falu).
1486-ban p. Byzere az erdélyi káptalan birtoka volt és Aranyosbánya és Lupsa határosa.
1771-ben Bisztray Györgyöt említették egy okiratban, aki a zalatnai uradalom vezetőispánja volt.
Névváltozatai még: 1595-ben Beszerch,  1733-ban, 1808-ban és 1913-ban Bisztra.
Itt volt káplán a későbbi balázsfalvi érsek, Alexandru Sterca-Şuluțiu.
A falu lakossága részt vett 1784-ben az 1784-es erdélyi parasztfelkelés-ben, valamint az 1848-49-es erdélyi vérengzésekben.
Bisztra a trianoni békeszerződésig Torda-Aranyos vármegye Topánfalvi járásához tartozott. 1920 óta Románia része.

## Lakosság
1910-ben 4117 lakosa volt, ebből 4038 román, 68 cigány, 8 magyar, 3 német volt.
2002-ben 1955 lakosából 1954 román és 1 cigány volt.

## Nevezetessége
Ortodox temploma 1844 – 1893 között épült.

## Híres emberek
- Petru Pavel Aron görögkatolikus püspök (1709 – 1764)
- Vasile Ladislau Fodor felkelőparancsnok Avram Iancu seregében (1814 – 1865)
- Nicodim Ganea zeneszerző (1878 – 1949)

## Galéria

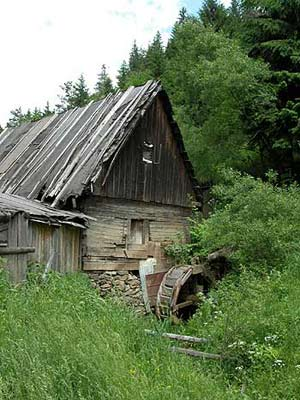
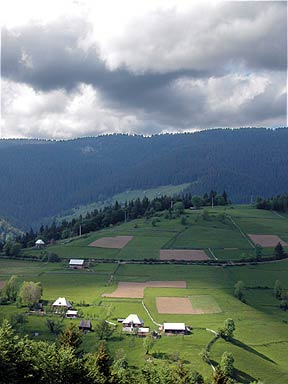
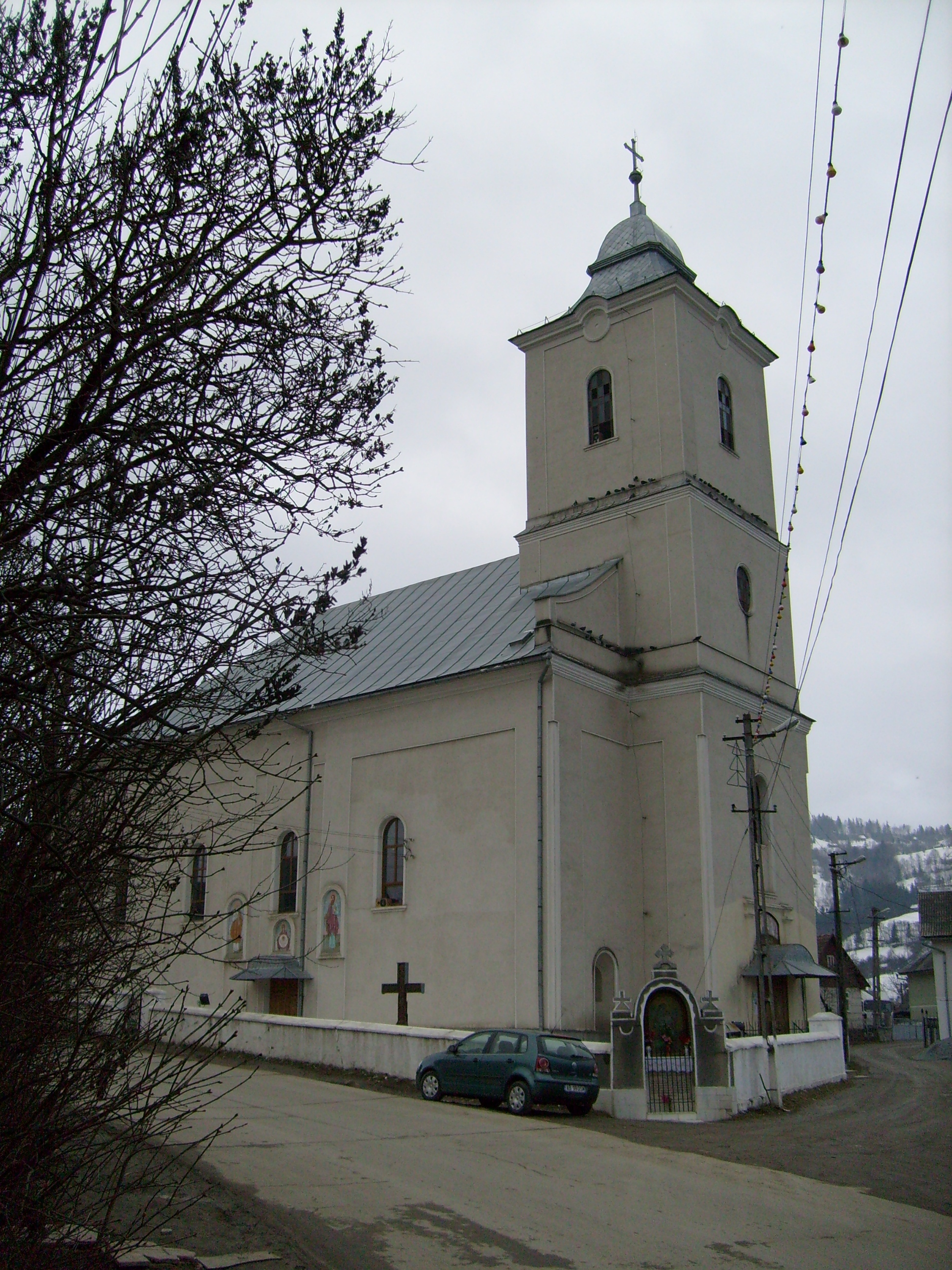
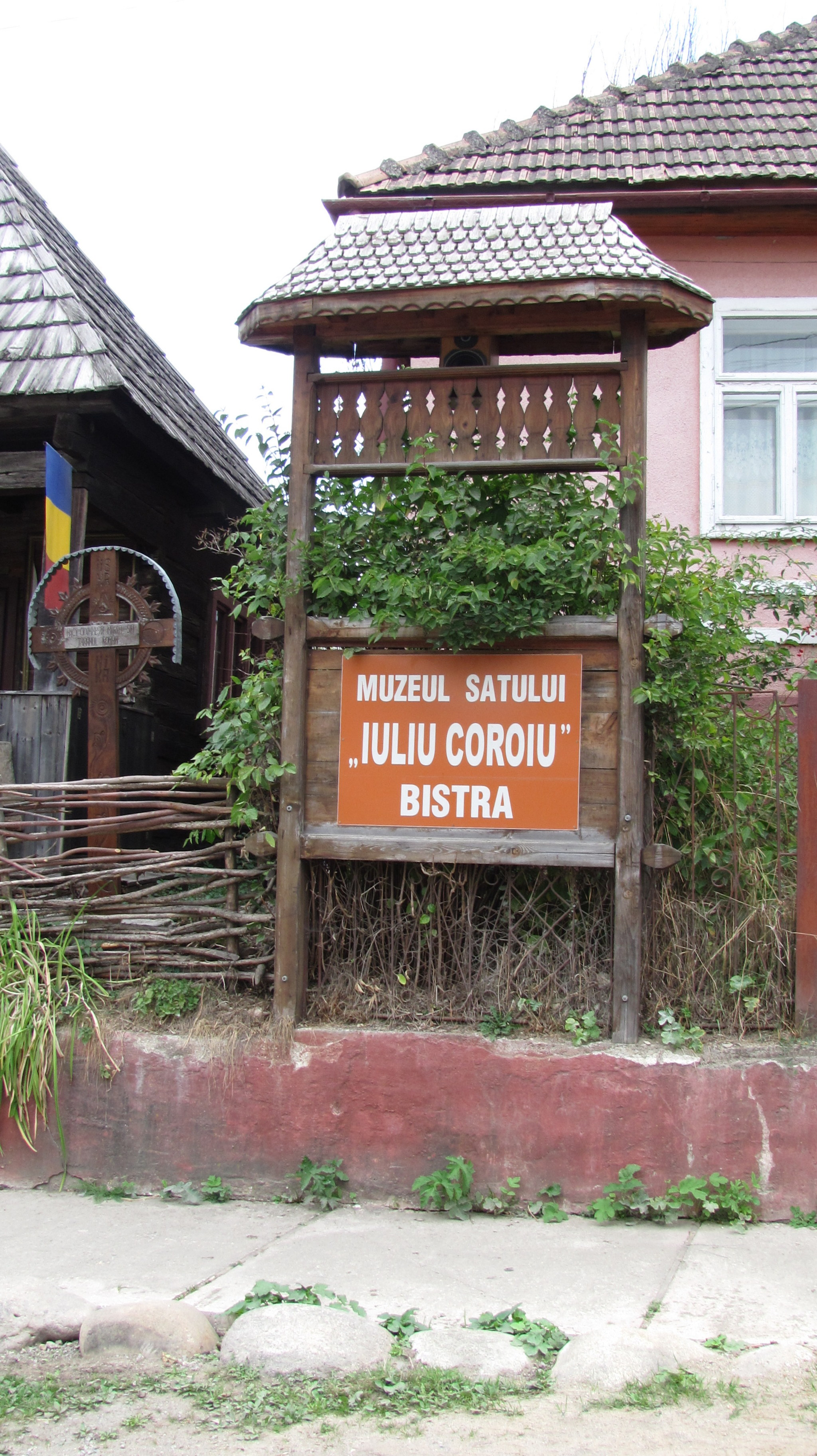
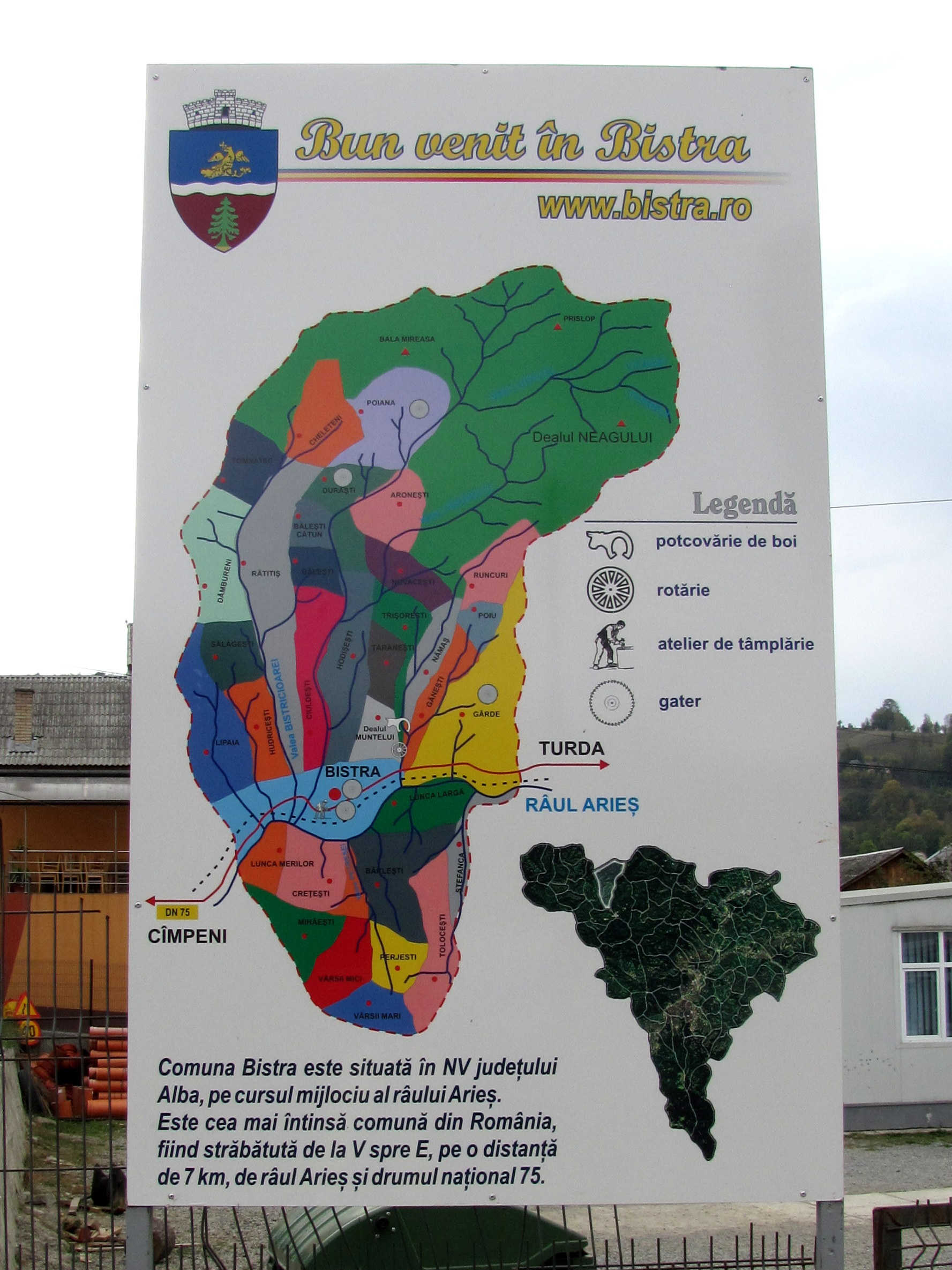
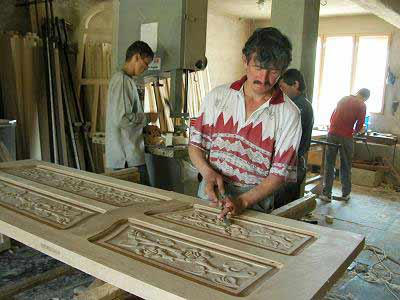
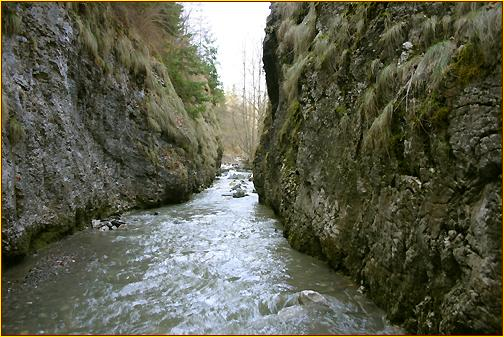
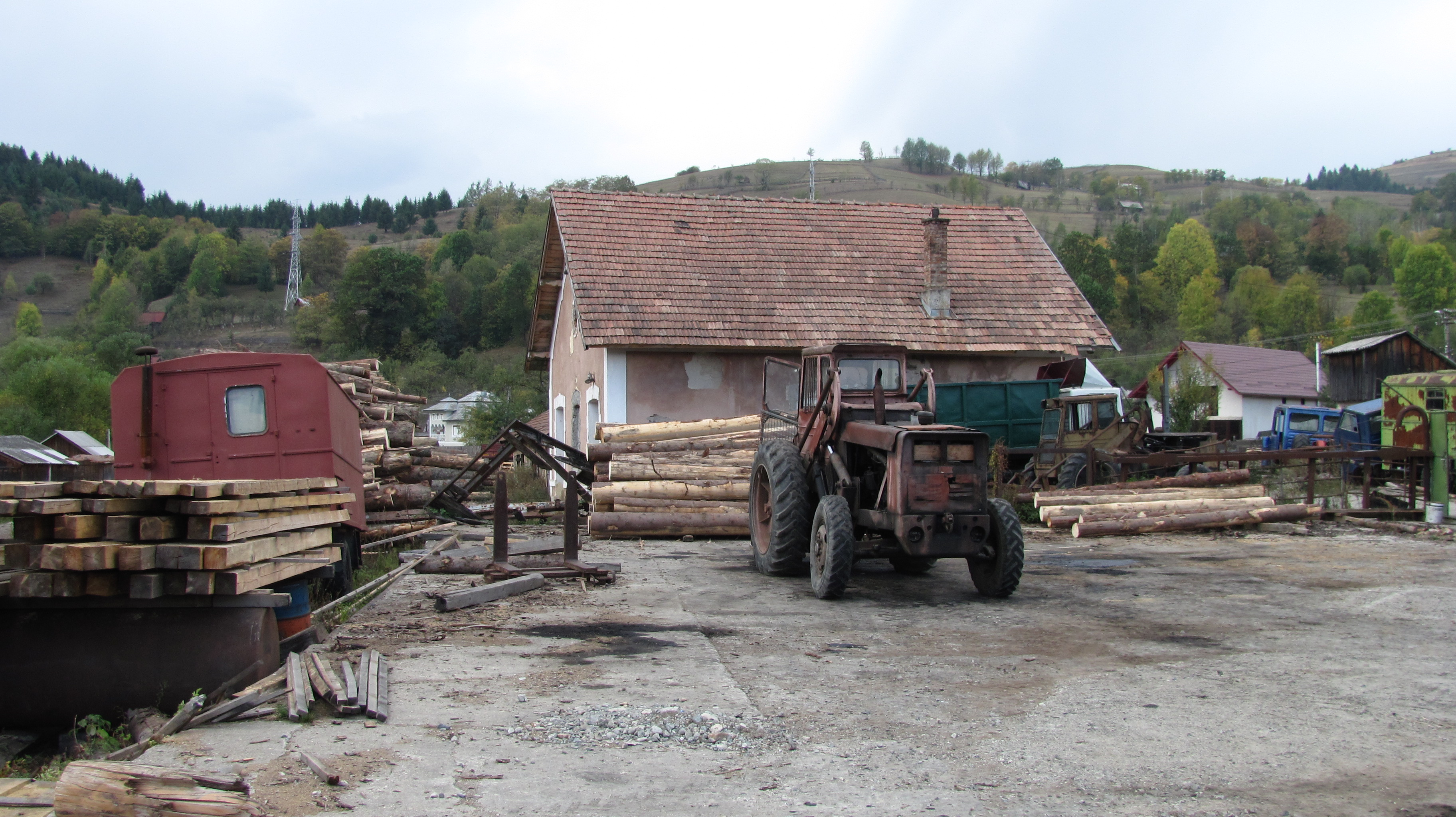